# Lian-wei Zhang
Lian-wei Zhang (ook wel Zhang Lian-wei, Zhang Lianwei of Lianwei Zhang) (Zhuhai, Guangdong, 2 mei 1965) is een professionele golfer uit China. Hij was de eerste Chinese speler die een toernooi op de Europese PGA Tour (ET) won en de Masters speelde.

## Amateur
Toen in 1984 de eerste golfbaan van China opende, werd Zhang daar caddie.  Vijf jaar later won hij voor het eerst het Chinees Amateur Kampioenschap.
- 1989: China Amateur Open Championship
- 1991: China Amateur Open Championship
- 1994: China Amateur Open Championship

## Professional
Zhang werd in 1994 professional. Hij speelde op de Japan Golf Tour en speelt sinds 1997 vooral op de Aziatische PGA Tour. In 2003 werd hij bekend toen hij als eerste Chinees een toernooi op de Europese Tour won en in de top 100 van de wereldranglijst kwam. Hierdoor werd hij uitgenodigd voor de Masters in 2004, waar hij de eerste Chinese deelnemer was.

### Gewonnen

#### Europese PGA-tour
- 2003 Caltex Masters presented by Carlsberg (Singapore, ET/AT)

#### Aziatische PGA-tour
- 1996: Volvo Asian Matchplay
- 2001: Macau Open
- 2002: Macau Open
- 2003: Volvo China Open, Caltex Masters presented by Carlsberg (Singapore, ET/AT)

#### Canadese tour
- 2000: Ontario Open Heritage Classic

#### China tour
- 1995: Volvo Open
- 1997: Hugo Boss Open
- 2006: Omega China Tour – Zhuhai, Omega China Tour – Shanghai, winnaar Order of Merit
- 2007: Omega China Tour – Qingdao, Omega China Tour – Guangzhou

#### Elders
- 1995: Volvo Masters of Malaysia, Volvo Masters of Thailand
- 1996: Volvo Masters of Malaysia, Volvo Masters of Thailand
- 1998: Hong Kong PGA Championship

### Teams
- World Cup (namens China): 1995, 1996, 2001, 2007, 2008, 2009
- Alfred Dunhill Cup (namens China): 1998, 1999, 2000
- Dynasty Cup: 2003 (winnaars), 2005 (winners)
- Royal Trophy: (namens Azië): 2006